# Ludwig Fink
Ludwig Fink (* 20. Dezember 1902 in Stadtprozelten; † 17. Mai 1988 Bad Neustadt an der Saale) war ein deutscher Rechtsanwalt und Kommunalpolitiker.

## Werdegang
Fink war als Rechtsanwalt in Königshofen niedergelassen mit Zulassung zum Landgericht Schweinfurt. Ende April 1945 wurde er durch die amerikanische Militärregierung als kommissarischer Landrat des Landkreises Königshofen im Grabfeld eingesetzt. Im Oktober des gleichen Jahres wurde er durch Heinrich Gundlach ersetzt.